# Березіна Дарина Юріївна
Дари́на Ю́ріївна Берéзіна (нар. 19 червня 1982, Миколаїв) — українська письменниця, перекладачка, поетеса, драматургиня, членкиня Національної спілки письменників України з 2006 року.

## Біографія
Народилася 19 червня 1982 р. в м. Миколаєві. Закінчила гуманітарну гімназію № 2, факультет іноземної філології Чорноморського національного університету імені Петра Могили. Протягом шести років працювала викладачем англійської мови і філологічних спецкурсів. Автор декількох наукових статей про особливості трансформації євангельского міфу в сучасній літературі, фанфікшн як явище мережевої літератури.
Хобі: література, блоги, вікторіанство, фанфікшн, художній переклад, шерлокіана.

## Творчість
Почала писати в підлітковому віці. З 1997 року — член літературної студії «Секрет» при обласній бібліотеці для дітей імені В. Лягіна, керівником якої на той час була поетеса, член НСПУ Катерина Олександрівна Голубкова. У 2007—2011 р.р.— керівник літературної студії «Секрет».
Автор книги поезій та прози «Камера схову» (Київ: Гопак, 2004), збірки поезій «Всього лише серпень» (Львів: Каменяр, 2007), збірки новел «Мимо жанру» (Миколаїв: Видавництво Ірини Гудим, 2010), соціально-психологічного роману «Факультет» (Київ: Смолоскип, 2017), психологічного роману "#БЕЗЛЮБОВІ: Дівчинка на гойдалці" (Київ: Ліра-К, 2024).
Член Національної Спілки письменників України з 2006 року.

## Нагороди
Дипломантка Всеукраїнського фестивалю поезії «Молоде вино» (2002) та Всеукраїнського конкурсу оповідання «Що записано в Книгу Життя» (2003).
Лауреатка Міжнародного конкурсу найкращих творів молодих літераторів «Гранослов», літературної премії імені Богдана-Ігоря Антонича «Привітання життя», конкурсу Острозької академії «Витоки», Міжнародної недержавної україно-німецької літературної премії імені Олеся Гончара, третьої (2008) та другої (2017) премії конкурсу видавництва «Смолоскип» за роман «Факультет».
Фіналістка Міжнародного літературного конкурсу «SweekStars 2017».
Номінантка на перекладацьку премію Максима Рильського 2018 року за переклад роману Дженді Нельсон «Я віддам тобі сонце».
Лауреатка конкурсу «Коронація слова-2022» за роман #Безлюбові (спецвідзнака «Вибір видавця»).
Спецвідзнака Ольги Бондар конкурсу  за відверте та зворушливе висвітлення соціальної проблеми у романі «Безлюбові» на конкурсі «Коронація слова-2023».

## Публікації
1. Березіна Д. Євангеліє від… / Д. Березіна // Золота арфа: творчість молодих митців Миколаївщини. — Миколаїв: Можливості Кіммерії, 2001. — Вип. 1. — С. 138—146.
2. Березіна Д. Пробач / Д. Березіна // Що записано в книгу життя: антологія оповідання / упоряд. Н. І. Тучинська. — Київ: Молодь, 2003. — С. 92 — 95.
3. Березіна Д. Камера схову: поезії, проза / Д. Березіна. — Київ: Гопак, 2004. — 40 с. — (Міжнародний конкурс «Гранослов»).
4. Березіна Д. Неальбомне / Д. Березіна // Літера Н. — 2004. — № 2. — С. 28 — 31.
5. Березіна Д. Акелдама: вінок сонетів / Д. Березіна // Літера Н. — 2004. — № 3. — С. 17 — 24.
6. Березіна Д. Повернення: синтез-поемка / Д. Березіна // Літера Н. — 2005. — № 2. — С. 30 — 32.
7. Березіна Д. Поезії / Д. Березіна // Літера Н. — 2005. — № 4. — С. 38 — 39.
8. Березіна Д. «Я не знаю тебе…»: вірші / Д. Березіна // Літера Н. — 2005. — № 6. — С. 22.
9. Березіна Д. Ця остання межа… : вірші / Д. Березіна // Літера Н. — 2006. — № 1. — С. 27 — 28.
10. Березіна Д. Рицар і смерть: вінок сонетів / Д. Березіна // Літера Н. — 2006. — № 2. — С. 19 — 25.
11. Березіна Д. Де тумани : [вірші] / Д. Березіна // Гармонія. — 2006. — 20—26 марта. — С. 8.
12. Березіна Д. [Вірші] / Д. Березіна // Миколаївський оберіг: поетична антологія. — 2-ге вид. — Миколаїв: Можливості Кіммерії, 2007. — С. 389—390.
13. Березіна Д. [Вірші] / Д. Березіна // Поэтическая пристань: сборник стихов. — Николаев: Издательство Ирины Гудым, 2007. — С. 119—130.
14. Березіна Д. Всього лише серпень: поезія / Д. Березіна. — Львів: Каменяр, 2007. — 36 с. — (Літературна премія імені Богдана-Ігоря Антонича «Привітання життя»).
15. Березіна Д. Романс про лиса / Д. Березіна // Літера Н. — 2008. — № 1. — С. 50 — 51.
16. Березіна Д. [Вірші] / Д. Березіна // Вечерний Николаев. — 2008. — 1 апр.
17. Березіна Д. [Вірші] / Д. Березіна // Витражи: николаевский литературный альманах / сост. Н. В. Зубарева. — Николаев: Илион, 2009. — Вип. 4. — С. 3 — 6.
18. Березіна Д. Мимо жанру: проза / Д. Березіна. — Миколаїв: Видавництво Ірини Гудим, 2010. — 108 с. : іл.
19. Березіна Д. Паперові фрегати : фантастична казка на день народження : [п'єса] / Д. Березіна // Дніпро. — 2012. — № 10. — С. 92 — 117.
20. Березіна Д. Романс про Лиса. Der Ritter und Der Tod / Д. Березіна // Соборність: міжнародний літературно-публіцистичний часопис українських письменників. — 2013. — № 3-4. — С. 37 — 52.
21. Березіна Д. [Вірші] / Д. Березіна // Живлюща сила ємигії: літературна антологія Миколаївщини / ред. В. І. Шуляр. — Миколаїв: Іліон, 2014. — С. 45.
22. Березіна Д. На зап’ястках уривки рим : [вірші] / Д. Березіна // Соборная улица. — 2014. — № 2. — С. 44 — 48.
23. Березіна Д. [Вірші] / Д. Березіна // Літературна Україна. — 2015. — № 11. — С. 8.
24. Березіна Д. Bye-bye, baby, або риба в натюрморті: п'єса // Соборная улица. — 2016. — № 1/2. — С.84-96
25. Березіна Д. Замах на вбивство: трагікомедія без антракту / Д. Березіна // Мотанка: антологія української жіночої драматургії / упорядник Я. Верещак. — Київ: Світ Знань, 2016. — С.39 — 54.
26. Березіна Д. Факультет: соціально-психологічний роман / Д. Березіна.— Київ: Смолоскип, 2017.— 240 с. — (Серія "Лауреати «Смолоскипа»)
27. Березіна Д. Та, яка поруч: моноп'єса / Д. Березіна // Від Неба до Землі: антологія п'єс за біблійними сюжетами / упорядник Я. Верещак. — Київ: Фенікс, 2018. С.18 — 36.
28. Березіна Д. #Безлюбові: Дівчинка на гойдалці. Психологічний роман.  Д. Березіна.— Київ: Ліра-К, 2024. - 608 с.

## Переклади
1. Б. А. Періс. За зачиненими дверима: роман / Б. А. Періс, переклад з англійської Д. Березіної. — Х.: Віват, 2017 рік. — 288 с.
2. Д. Гатчисон. Сад метеликів: роман / Д. Гатчисон, переклад з англійської Д. Березіної. — Х.: Віват, 2018 рік. — 352 с.
3. Д. Нельсон. Я віддам тобі сонце: роман / Д. Нельсон, переклад з англійської Д. Березіної. — Х.: Віват, 2018 рік. — 384 с.
4. Лінда Муллалі Гант. Риба на дереві: роман / Лінда Муллалі Гант, переклад з англійської Д. Березіної. — Х.: Віват, 2019 рік. — 319 с.
5. С. К. Тремейн. Крижані близнята: роман / С. К. Тремейн., переклад з англійської Д.Березіної. — Х.: Віват, 2019 рік. — 352 с.
6. С. Одгерс, А. К. Томас. Перлинка, чарівна єдиноріжка. / С. Одгерс, А. К. Томас, переклад з англійської Д.Березіної. — Х.: Віват, 2019 рік. — 128 с.
7. С. Одгерс, А. К. Томас. Перлинка, летюча єдиноріжка. / С. Одгерс, А. К. Томас, переклад з англійської Д.Березіної. — Х.: Віват, 2019 рік. — 128 с.
8. К. Патерсон. Міст у Терабітію. / К. Патерсон, переклад з англійської Д.Березіної. — Х.: Віват, 2019 рік. — 176 с.
9. С. Вотерс. Оксамитові пальчики / С. Вотерс, переклад з англійської Д.Березіної. — Х.: Віват, 2019 рік. — 688 с.
10. Л. Маршал. Запит на дружбу/ Л.Маршал, переклад з англійської Д.Березіної. — Х.: Віват, 2019 рік. — 384 с.
11. А.Голл. Особлива форма жорстокості / А.Голл, переклад з англійської Д.Березіної. — Х.: Клуб Сімейного Дозвілля, 2019 рік. — 336 с.
12. С. Берджис. Дракон із шоколадним серцем / С. Берджис, переклад з англійської Д. Березіної. — Х.: Віват, 2020 рік. — 285 с.
13. Д.Алмонд. Скелліґ /Д.Алмонд, переклад з англійської Д. Березіної. — Х.: Віват, 2020 рік. — 176 с.
14. Т. Рікс. Черчилль і Орвелл. Битва за свободу / Т. Рікс, переклад з англійської Д. Березіної. — К.,Лабораторія, 2020 рік. — 334 с.
15. С. Тьортон . Сім смертей Евелін Гардкасл. / Переклад з англійської Д. Березіної. — Харків: Віват, 2021 рік. — 512 с.
16. Д. Вайнер. Кого ти кохаєш / Переклад з англійської Д. Березіної. — Харків: Віват, 2021 рік. — 462 с.
17. Маас С. Трон зі скла / Переклад з англійської Д. Березіної. — Харків: Віват, 2021 рік. — 544 с.
18. Маас С. Корона опівночі / Переклад з англійської Д. Березіної. — Харків: Віват, 2021 рік. — 528 с.
19. Мітчел Д. С. Загадкова кімната. / Х.: Клуб Сімейного Дозвілля, 2022 рік. — 288 с.
20. Макавінта К., Плюм А. В. Повага: як діяти, коли зазіхають на твої особисті кордони. / Переклад з англійської Д. Березіної. — Харків: Віват, 2022 рік. — 272 с.
21. Майклідіс А. Діви. / Переклад з англійської Д. Березіної. — Харків: Віват, 2022 рік. — 352 с.
22. Спаркс Н. Повернення / Переклад з англійської Д. Березіної. Харків: Віват 2022 рік. — 368 с.
23. Sunflowers: Ukrainian Poetry on War, Resistance, Hope and Peace [anthology] / Poems of Halyna Yatsenko translated by Daryna Berezina. — Publisher: ‏ River Paw Press. — p. 101—104.
24. Мак-Квесчин К. Місяцеве дитя. / Переклад з англійської Д. Березіної. Харків: Віват 2023 рік. — 368 с.
25. Стіксрад В., Джонсон Н. Самостійна дитина: як навчити дітей упорядковувати власне життя. / Переклад з англійської Д. Березіної. Харків: Віват 2023 рік. — 464 с.
26. Мак-Фадден Ф. Служниця. / Переклад з англійської Д. Березіної. Харків: Віват 2023 рік. — 352 с.
27. Шваб В. Е. Місто привидів / Переклад з англійської Д. Березіної. К., Nebo BookLab Publishing: 2023 рік. — 232 с.
28. Ріо М.Л. Ніби ми злодії / Переклад з англійської Д. Березіної. К., Артбукс, 2024 рік. — 400 с.
29. Костова Е. Історик / Переклад з англійської Д. Березіної. К., Nebo BookLab Publishing: 2023 рік. — 864 с.
30. Шваб В. Е. Тунель із кісток / Переклад з англійської Д. Березіної. К., Nebo BookLab Publishing: 2023 рік. — 248 с.